# Gare de Shin-Sugita
La gare de Shin-Sugita (新杉田駅, Shin-Sugita-eki) est une gare ferroviaire de la ville de Yokohama, dans la préfecture de Kanagawa au Japon. La gare est exploitée par les compagnies JR East et Yokohama Seaside Line.

## Situation ferroviaire
Gare d'échange, elle est située au point kilométrique (PK) 11,1 de la ligne Negishi. Elle marque le début de la ligne Kanazawa Seaside.

## Histoire
La gare de Shin-Sugita a été inaugurée le 17 mars 1970.

## Service des voyageurs

### Accueil
La gare dispose d'un bâtiment voyageurs, avec guichets, ouvert tous les jours.

### Desserte
- Ligne Negishi :
  - voie 1 : direction Ōfuna
  - voie 2 : direction Yokohama (interconnexion avec la ligne Keihin-Tōhoku pour Tokyo et Ōmiya)
- Ligne Kanazawa Seaside :
  - voies 1 et 2 : direction Kanazawa-Hakkei